# 최영림 (작가)
최영림은 대한민국의 텔레비전 드라마 작가이다. 

## 드라마
- 2023년 tvN 미니시리즈 《이번 생도 잘 부탁해》 ... 집필